# Juan Marcos
Juan Marcos är en ort i Mexiko.   Den ligger i kommunen Altotonga och delstaten Veracruz, i den sydöstra delen av landet, 200 km öster om huvudstaden Mexico City. Juan Marcos ligger 2 196 meter över havet och antalet invånare är 2 777.
Terrängen runt Juan Marcos är kuperad åt sydväst, men åt nordost är den bergig. Runt Juan Marcos är det ganska tätbefolkat, med 108 invånare per kvadratkilometer. Närmaste större samhälle är Teziutlan, 19,7 km nordväst om Juan Marcos. I omgivningarna runt Juan Marcos växer i huvudsak blandskog.